# April Ashley
April Ashley (Liverpool, 29 de abril de 1935-Fulham, 27 de diciembre de 2021) fue una modelo británica y propietaria de un restaurante. Fue descubierta como mujer transgénero por el periódico Sunday People en 1961 y es una de las primeras personas británicas que se sabe que se sometió a una cirugía de afirmación de género.

## Primeros años
Nació como George Jamieson en el Hospital Smithdown, Liverpool; fue una de los seis hijos sobrevivientes de un padre católico, Frederick Jamieson, y una madre protestante, Ada Brown, que se habían casado dos años antes.
Durante su infancia en Liverpool, sufría de deficiencia de calcio, lo que requería inyecciones de calcio semanales en el Alder Hey Children's Hospital, y de enuresis, lo que supuso que le dieran su propia habitación a los dos años, cuando la familia se mudó de casa.

## 1950 a 1970
Se unió a la Marina Mercante en 1951, a la edad de dieciséis años. Después de un intento de suicidio, se le dio un alta deshonrosa, y un segundo intento resultó en que se le enviase a la institución mental de Ormskirk a los diecisiete años para recibir tratamiento.  
En su libro La primera dama, relata la violación que sufrió por parte de un compañero de habitación y que le provocó graves heridas.

### Transición de género
Tras salir del hospital, se mudó a Londres, en un momento afirmando haber compartido una pensión con el entonces camarero de barco, John Prescott. Después de comenzar a travestirse, se mudó a París a fines de la década de 1950, comenzó a usar el nombre de Toni April y se unió a la famosa artista francesa Coccinelle en el elenco del cabaret drag en el Teatro Carousel.
A la edad de 25 años, después de haber ahorrado 3000 £, se sometió a una cirugía de reasignación sexual de siete horas de duración el 12 de mayo de 1960, en Casablanca, Marruecos por Georges Burou. Se le cayó todo el pelo y sufrió intensos dolores, pero la operación fue un éxito.

### Carrera de modelaje, salida del armario
Después de regresar a Gran Bretaña, empezó utilizar el nombre April Ashley y se convirtió en una exitosa modelo de pasarela, apareciendo en publicaciones como Vogue (fotografiada por David Bailey) y consiguiendo un papel menor en la película Dos frescos en órbita, que protagonizaron Bing Crosby y Bob Hope.
Después de que una amiga vendiera su historia a los medios de comunicación en 1961, bajo el título Su secreto desvelado, The Sunday People publicó que Ashley era una mujer trans. Se convirtió en el centro de atención y escándalo, y su papel cinematográfico se canceló instantáneamente.
En noviembre de 1960, Ashley conoció a Arthur Corbett (más tarde tercer barón Rowallan), educado en Eton y heredero de lord Rowallan. Se casaron en 1963, pero el matrimonio se rompió rápidamente. Los abogados de Ashley escribieron a Corbett en 1966 exigiendo pensión de manutención y en 1967 Corbett respondió presentando una demanda de nulidad del matrimonio. La anulación se le concedió en 1970 con el argumento de que el tribunal consideraba que Ashley era un hombre, a pesar de que Corbett sabía su historia cuando se casaron.

## Vida posterior
Después de un ataque al corazón en Londres, se retiró durante algunos años a la ciudad fronteriza galesa de Hay-on-Wye. En su libro April Ashley's Odyssey, declaró que Amanda Lear era hombre al nacer y que habían trabajado juntas en Le Carousel, donde Lear usaba el nombre de Peki d'Oslo. Ashley había sido una gran amiga de Lear, pero según el libro de Ashley, The First Lady, tuvieron una gran pelea y no han hablado en años. 
En la década de 1980, se casó con Jeffrey West, en el RMS Queen Mary en Long Beach, California. En 2005, tras la aprobación de la Ley de Reconocimiento de Género 2004, finalmente fue reconocida legalmente como mujer y se le emitió un nuevo certificado de nacimiento. El entonces vice primer ministro del Reino Unido, John Prescott, que la conocía desde la década de 1950, la ayudó con el procedimiento.
Posteriormente, habló sobre su vida en el St George's Hall, Liverpool, como parte del festival Homotopia de la ciudad el 15 de noviembre de 2008, y el 18 de febrero de 2009 en el South Bank Centre.
Vivió sus últimos años en Fulham, suroeste de Londres.

## Biografías
April Ashley's Odyssey, una biografía de Duncan Fallowell, se publicó en 1982. En 2006, Ashley lanzó su autobiografía The First Lady  e hizo apariciones en televisión en Channel Five News, This Morning y BBC News. En una entrevista, dijo: "Esta es la historia real y contiene muchas cosas que no podía decir en 1982", incluidos supuestos asuntos con Michael Hutchence, Peter O'Toole, Omar Sharif, el escultor del Premio Turner, Grayson Perry y Íñigo de Arteaga y Martín, futuro 19º duque del Infantado, entre otros. Sin embargo, más tarde se descubrió que había plagiado en gran medida el libro de 1982 escrito sobre Ashley.
En 2012, Pacific Films y Limey Yank Productions anunciaron un proyecto para crear una película sobre la vida de April Ashley.

## Premios y honores
- 2012, Ashley fue nombrada miembro de la Orden del Imperio Británico (MBE) por sus servicios para la igualdad transgénero.[17][18]
- Se celebró una importante exposición en el Museo de Liverpool, 'April Ashley: retrato de una dama', entre el 27 de septiembre de 2013 y el 1 de marzo de 2015.[19]
- 2014, Ashley fue galardonada por los logros de su vida (Lifetime Achievement) en los European Diversity Awards.[20]